# Will Ahmed
William Ahmed es un emprendedor estadounidense director general de la empresa de ponibles (wearables) de salud WHOOP, que fundó en 2012.

## Primeros años
Ahmed creció en Long Island, Nueva York. Es hijo único. Cuando era niño, practicó varios deportes, como fútbol, hockey, lacrosse, tenis, natación, golf y vela. Hizo el bachillerato en la escuela de St. Paul's en Concord, NH.Posteriormente se graduó del Harvard College, donde estudió Gobierno y fue capitán del equipo de squash.

## Carrera profesional
En 2012, mientras estudiaba en Harvard, Ahmed comenzó a desarrollar una nueva tecnología ponible que permitiría a los atletas evaluar la recuperación y optimizar el rendimiento. Según Ahmed, él empezó a crear esta tecnología después de leer decenas de artículos médicos. El primer dispositivo ponible de la empresa se lanzó en 2015. Ahmed siguió la estrategia de vender el producto a los mejores equipos deportivos y atletas antes de comercializarlo a una base de consumidores más amplia, con el fin de generar un «efecto halo» para la marca. El nadador olímpico Michael Phelps y la estrella de la NBA Lebron James fueron algunos de los primeros usuarios del dispositivo.
En 2021, la empresa se valoró en 3.600 millones de dólares tras la inversión de 200 millones de dólares de SoftBank en la empresa. Bajo el liderazgo de Ahmed, WHOOP ha reclutado inversores como IVP, Eli Manning, Patrick Mahomes y Larry Fitzgerald.
En 2022, Ahmed reivindicó públicamente la victoria sobre Amazon en la competición de los dispositivos ponibles después de que ésta suspendiera su producto ponible Halo. Alegó que la banda Halo de Amazon era una imitación del dispositivo WHOOP. Amazon negó públicamente las acusaciones.
En julio de 2023, WHOOP se trasladó a su nueva sede en el barrio de Kenmore Square de Boston, Massachusetts Ahmed estuvo acompañado por la alcaldesa de Boston, Michelle Wu, y el Secretario de Trabajo de los Estados Unidos, Marty Walsh, en el corte de cinta.
En 2023, Ahmed fue nombrado miembro del Consejo de Becarios de la Facultad de Medicina de Harvard.
En mayo de 2024, Ahmed anunció que el futbolista portugués Cristiano Ronaldo había invertido en WHOOP. Ahmed y Ronaldo hicieron el anuncio en un vídeo de Instagram Live en la casa de Ronaldo en Riad, Arabia Saudí. Ese mismo mes, Ahmed también anunció que WHOOP estaría a la venta en la India tras las noticias de que los jugadores de críquet Virat Kohli, Suryakumar Yadav y Shreyas Iyer habían llevado WHOOP durante la Copa Mundial de ICC Cricket.

## Vida personal
Ahmed está casado con Leily Amirsardary, una diseñadora de moda iraní. Se casaron en 2018 durante una boda de tres días en Cannes.
Ahmed es un ávido jugador de golf. Anteriormente ha jugado en el Waste Management Phoenix Open Pro-Am.
El padre de Ahmed es egipcio. Emigró a Estados Unidos y trabajó en el sector de los servicios financieros.